# Chersotis nitens
Chersotis nitens là một loài bướm đêm trong họ Noctuidae.